# Проделки чёрного чертёнка!
«Проделки чёрного чертёнка!» (англ. Legends of the Dark Mite!) — девятнадцатый эпизод американского мультсериала «Бэтмен: Отважный и смелый».

## Сюжет
Бандиты грабят банк. Когда является Бэтмен, некий голос извне комментирует происходящее. Преступники не хотят драться с Тёмным рыцарем и сдаются, но этот некто берёт их тела под контроль и направляет на Бэтмена. Затем он телепортирует в банк дюжину головорезов и даёт им автоматы. После превращает их в ниндзя. Бэтмен требует, чтобы неизвестный появился. Это оказывается Бэт-чёрт, фанат Бэтмена из 5 измерения, который обладает магическими силами. Бэтмен пытается отвязаться от него, но не получается. Бэт-чёрт экспериментирует над костюмом Бэтмена, превращая его в различные формы.
Когда Бэтмен заявляет, что сражается не ради славы, Бэт-чёрт хочет испытать его в деле. Сначала он натравливает на него Гориллу Гродда, затем заменяет его Соломоном Гранди, Шэгги-меном, и по подсказке Бэтмена в конце меняет его на Календарь-мена. Бэт-чёрт осознаёт подвох и улучшает способности злодея. Календарь-мен вызывает помощников, основанных на различных праздниках. Когда он призывает пасхальных кроликов-мутантов, Бэт-чёрт начинает сомневаться в своих действиях. Он связывает с другими фанатами Бэтмена из 5 измерения и всё же решает не убирать кроликов. Когда Бэтмен побеждает злодея, Бэт-чёрт хочет телепортировать другого, но Бэтмен просит не растрачивать его силы попусту. Он расписывается на бэторанге и отдаёт его Бэт-чёрту, чтобы тот ушёл.
Бэтмен снова появляется в банке и побеждает первых преступников. Вернувшись в пещеру, он рассказывает своему псу о случившимся, называя Бэт-чёрта «странной мелюзгой» и «паразитом». Однако он видит, что издалека выбегает его настоящий пёс, и понимает, что перед ним Бэт-чёрт. Обиженный фанат перемещает Бэтмена в 5 измерение и собирается играть с ним как с игрушкой, пока не сломает, натравливая на героя разных чудищ. Бэтмен сначала пытается спастись, но потом решает сесть и ничего не делать, чтобы покончить со всем быстро и не быть всю жизнь игрушкой капризного ребёнка. Бэт-чёрт останавливается и разговаривает с героем. Бэтмен предлагает ему занять его место, и Бэт-чёрт становится Тёмным рыцарем. Он начинает сражаться с врагами Бэтмена и понимает, что не победит. Несколько минут он бегает от злодеев, а когда они настигают его, то просит Бэтмена о помощи. Герой без особого труда расправляется со злодеями. Бэт-чёрт извиняется за своё поведение, а Бэтмен подбадривает его тем, что тот обладает могущественными способностями. После этого Бэт-чёрт наконец уходит, а Бэтмен возвращается домой.
Зелёная Стрела предотвращает преступление и к нему является Бэт-чёрт, заявляя, что он его фанат. Олли удивляется.

## Роли озвучивали
- Дидрих Бадер — Бэтмен
- Пол Рубенс — Бэт-чёрт

## Отзывы
Дэн Филлипс из IGN поставил эпизоду оценку 9,3 из 10 и написал, что «„Проделки чёрного чертёнка!“ — это весёлая дань уважения мультфильму „Бешеная утка“, написанная Полом Дини, возможно, величайшим сценаристом-мультипликатором о Бэтмене всех времён». Он добавил, что «как и в случае с „Бешеной уткой“ создаётся безошибочное впечатление, что больше всего в „Проделках чёрного чертёнка!“ развлекаются создатели, Дини, аниматоры и актёры озвучки». Рецензент посчитал, что «Рубенс идеален в роли озорного беса, выжимая каждую каплю комедийного потенциала из каждой изюминки».